# Enrico Valentini
Enrico Valentini (Norimberga, 20 febbraio 1989) è un calciatore tedesco, difensore del Norimberga.

## Biografia
È nato a Norimberga, in Germania, ma è di origini italiane.

## Carriera
II 29 maggio 2010 si trasferisce dal Norimberga all'Aalen.
Il 9 febbraio 2014 ha firmato un contratto triennale con il Karlsruhe, unendosi alla squadra solo nel mese di luglio.

## Statistiche

### Presenze e reti nei club
Statistiche aggiornate al 2 dicembre 2016.
| Stagione             | Squadra              | Campionato           | Campionato | Campionato | Coppe nazionali | Coppe nazionali | Coppe nazionali | Coppe continentali | Coppe continentali | Coppe continentali | Altre coppe | Altre coppe | Altre coppe | Totale | Totale |
| Stagione             | Squadra              | Comp                 | Pres       | Reti       | Comp            | Pres            | Reti            | Comp               | Pres               | Reti               | Comp        | Pres        | Reti        | Pres   | Reti   |
| -------------------- | -------------------- | -------------------- | ---------- | ---------- | --------------- | --------------- | --------------- | ------------------ | ------------------ | ------------------ | ----------- | ----------- | ----------- | ------ | ------ |
| 2008-2009            | Norimberga II        | RLS                  | 26         | 1          | CG              | 0               | 0               | -                  | -                  | -                  | -           | -           | -           | 26     | 1      |
| 2009-2010            | Norimberga II        | RLS                  | 31         | 7          | CG              | 0               | 0               | -                  | -                  | -                  | -           | -           | -           | 31     | 7      |
| Totale Norimberga II | Totale Norimberga II | Totale Norimberga II | 57         | 8          |                 | 0               | 0               |                    | -                  | -                  |             | -           | -           | 57     | 8      |
| 2010-2011            | Aalen                | DL                   | 19         | 0          | CG              | 0               | 0               | -                  | -                  | -                  | -           | -           | -           | 19     | 0      |
| 2011-2012            | Aalen                | DL                   | 27         | 0          | CG              | 0               | 0               | -                  | -                  | -                  | -           | -           | -           | 27     | 0      |
| 2012-2013            | Aalen                | ZL                   | 28         | 4          | CG              | 2               | 1               | -                  | -                  | -                  | -           | -           | -           | 30     | 5      |
| 2013-2014            | Aalen                | ZL                   | 23         | 5          | CG              | 1               | 0               | -                  | -                  | -                  | -           | -           | -           | 24     | 5      |
| Totale Aalen         | Totale Aalen         | Totale Aalen         | 97         | 9          |                 | 3               | 1               |                    | -                  | -                  |             | -           | -           | 100    | 10     |
| 2014-2015            | Karlsruhe            | ZL                   | 31+2       | 0          | CG              | 2               | 0               | -                  | -                  | -                  | -           | -           | -           | 35     | 0      |
| 2015-2016            | Karlsruhe            | ZL                   | 26         | 2          | CG              | 0               | 0               | -                  | -                  | -                  | -           | -           | -           | 26     | 2      |
| 2016-2017            | Karlsruhe            | ZL                   | 23         | 0          | CG              | 1               | 0               | -                  | -                  | -                  | -           | -           | -           | 24     | 0      |
| Totale Karlsruhe     | Totale Karlsruhe     | Totale Karlsruhe     | 70+2       | 2+0        |                 | 3               | 0               |                    | -                  | -                  |             | -           | -           | 75     | 2      |
| Totale carriera      | Totale carriera      | Totale carriera      | 224+2      | 19+0       |                 | 6               | 1               |                    | -                  | -                  |             | -           | -           | 232    | 20     |

## Palmarès

### Club

#### Competizioni nazionali
- 3. Liga: 1

Aalen: 2011-2012